# Сопјанска Греда
Сопјанска Греда је насељено место у општини Сопје, Вировитичко-подравска жупанија, Хрватска.

## Историја
До територијалне реорганизације у Хрватској била је у саставу старе општине Подравска Слатина.

## Становништво
У попису становништва из 2011. године, Сопјанска Греда је имала 35 становника.
| Број становника према пописима | Број становника према пописима | Број становника према пописима | Број становника према пописима | Број становника према пописима | Број становника према пописима | Број становника према пописима | Број становника према пописима | Број становника према пописима | Број становника према пописима | Број становника према пописима | Број становника према пописима | Број становника према пописима | Број становника према пописима | Број становника према пописима | Број становника према пописима |
| ------------------------------ | ------------------------------ | ------------------------------ | ------------------------------ | ------------------------------ | ------------------------------ | ------------------------------ | ------------------------------ | ------------------------------ | ------------------------------ | ------------------------------ | ------------------------------ | ------------------------------ | ------------------------------ | ------------------------------ | ------------------------------ |
| 1857                           | 1869                           | 1880                           | 1890                           | 1900                           | 1910                           | 1921                           | 1931                           | 1948                           | 1953                           | 1961                           | 1971                           | 1981                           | 1991                           | 2001                           | 2011                           |
| 0                              | 0                              | 52                             | 78                             | 91                             | 147                            | 111                            | 148                            | 203                            | 231                            | 172                            | 124                            | 89                             | 70                             | 41                             | 35                             |

Напомена: Исказује се као део насеља од 1880, а као насеље од 1948. До 1900. исказује се под именом Греда, а од 1910. до 1971. под именом Греда Сопјанска.

### Попис1991.
У попису становништва из 1991. године, Сопјанска Греда је имала 70 становника, следећег националног састава:
| Попис 1991.‍ | Попис 1991.‍ | Попис 1991.‍ | Попис 1991.‍ | Попис 1991.‍ |
| ----------- | ----------- | ----------- | ----------- | ----------- |
|             |             |             |             |             |
| Хрвати      | Хрвати      |             | 37          | 52,85%      |
| Срби        | Срби        |             | 31          | 44,28%      |
| Мађари      | Мађари      |             | 1           | 1,42%       |
| непознато   | непознато   |             | 1           | 1,42%       |
| укупно: 70  |             |             |             |             |